# Itinerário de Antonino

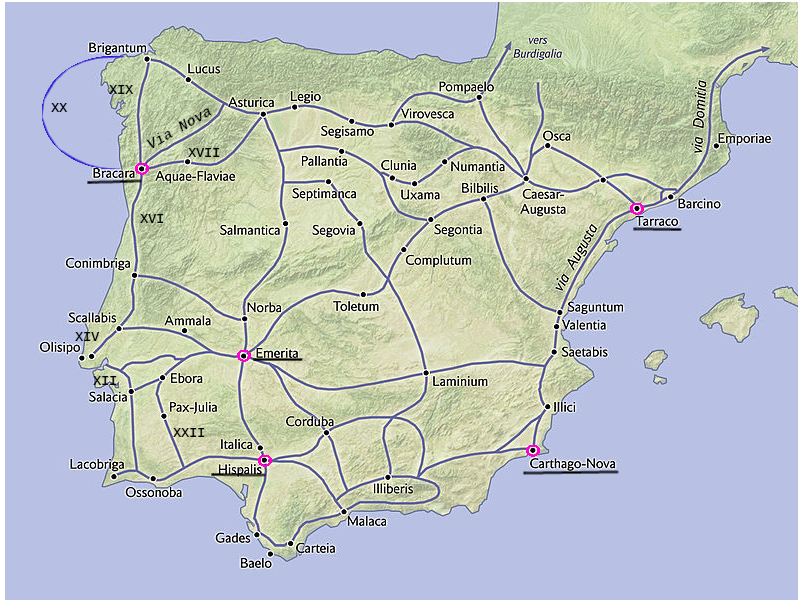
Principais estradas romanas, recolhidas no Itinerário de Antonino, na parte pertencente à Hispânia.

O Itinerário de Antonino ou Itinerário Antonino (em latim: Antonini Itinerarium) é um registo das estações e distâncias ao longo de várias das estradas do Império Romano, contendo direcções sobre como deslocar-se entre povoações. O Itinerário de Antonino foi baseado em documentos oficiais, provavelmente do levantamento levado a cabo à época de Júlio César e continuado por Augusto. Devido à escassez de outras obras tão extensas, é considerada uma fonte inestimável. No entanto, desconhece-se o seu autor, bem como a data da publicação ou redacção. Presume-se que a edição original terá sido publicada no início do século III, embora a que resta actualmente seja datada do tempo de Diocleciano. Embora o autor seja tradicionalmente reconhecido como Antonino Augusto, se este Antonino foi um dos imperadores, parece mais provável ter sido Antonino Caracala.
A secção sobre a Britânia descreve-se como um verdadeiro mapa de estradas da ilha. Neste documento constam 15 outros itinerários com semelhante detalhe. Em particular, dos 372 caminhos descritos, 34 foram traçados na Hispânia.

## Via XVI
A título de exemplo, segue-se um excerto com a Via XVI,  que ligava a cidade de Olisipo (Lisboa) a de Bracara Augusta (Braga) passando pela cidade de Scallabis hoje Santarém, num total de 244 milhas romanas (cerca de 362 km)no latim original:
Item ab Olisipone Bracaram Augustam mpm CCXLIIII sic

Ierabriga..................mpm XXX

Scalabili ................. mpm XXXII

Sellium ...................mpm XXXII

Conembriga...........mpm XXXIIII

Eminio ....................mpm X

Talabriga ................mpm XL

Langobrìga ............mpm XXVIII

Calem.....................mpm XIII

Bracara...................mpm XXXV